# Louis Lot
Louis Esprit Lot (* 17. Mai 1807 in La Couture, Département Eure; † 12. Januar 1896 in Chatou) war ein bekannter französischer Flötenbauer.
Louis Lot erlernte den Flötenbau und kam 1827 in die Werkstatt von Clair Godfroy nach Paris. 1833 wurde er Godfroys Schwiegersohn und 1836 Firmenteilhaber. Gemeinsam mit Clair Godfroys Sohn Vincent Hypolite Godfroy konstruierte Lot das erste französische Flötenmodell nach dem Vorbild von Theobald Böhms Ringklappenflöte, und 1847 erhielt die Firma die offizielle Lizenz, in Frankreich Flöten nach dem Modell von Böhm zu bauen.
1855 gründete Louis Lot seine eigene Werkstatt in Paris (aus der Theobald Böhm später selbst Teile beziehen sollte, zum Beispiel fertig gebohrte Holzrohre, da er die Zahl der bei ihm anfallenden Bestellungen nicht bewältigte). Nachdem Louis Dorus 1860 die Nachfolge von Jean-Louis Tulou (einem Gegner der Böhmflöte) als Professor für Flöte am Conservatoire de Paris angetreten hatte, wurde das Conservatoire regelmäßiger Kunde bei Louis Lot. Die Gewinner des jährlichen Wettbewerbs (erster in dieser Reihe war Paul Taffanel) erhielten seitdem regelmäßig eine Lot-Flöte. Auf der Pariser Weltausstellung 1867 stellte Lot ein neues Flötenmodell mit dickerer Wandung, größeren Tonlöchern und Mundloch sowie einer stabileren Mechanik mit modifizierter Gis-Klappe vor; diese Form ist bis heute als „französisches Modell“ der Querflöte bekannt. Die einzige Goldflöte von Louis Lot entstand 1869 für den Flötisten Jean Rémusat (1948 ging sie in den Besitz von Jean-Pierre Rampal über). 1875 ging Lot, der etwa 2150 Flöten (870 davon aus Metall) und Piccolos hergestellt hatte, in den Ruhestand.